# Yōko de Mikasa
La princesse Yōko de Mikasa (瑶子女王, Yōko Joō), née le 25 octobre 1983 à Tokyo, est un membre de la famille impériale du Japon, seconde fille du prince Tomohito de Mikasa et de la princesse Nobuko Tomohito de Mikasa.

## Biographie
Yōko de Mikasa est éduquée à l'école primaire puis au lycée pour filles Gakushuin.
En octobre 2003, elle devient membre adulte de la famille impériale et peut désormais assister aux cérémonies officielle.
La princesse Yōko de Mikasa est diplômée du département des relations étrangères de l'université pour femmes Gakushūin. Pratiquant le kendō traditionnel, la princesse est choisie pour participer à un tournoi d'exibition en France et en Allemagne en 2005, ainsi que lors de l'exposition spécialisée de 2005 tenu à Aichi la même année. Elle s'implique ensuite dans plusieurs activités bénévoles, en particulier avec la Croix-Rouge japonaise depuis décembre 2006.

## Titre
- 25 octobre 1983 – aujourd"hui : Son Altesse impériale la princesse Yōko de Mikasa

### Honneurs nationaux
- Deuxième classe de l'ordre de la Couronne précieuse